# You Spin Me Round (Like a Record)
You Spin Me Round (Like a Record) is een single van de Britse newwaveband Dead or Alive uit november 1984 van het album Youthquake.

## Achtergrond
De single was in het voorjaar van 1985 de eerste nummer 1-hit van Dead or Alive in de UK Singles Chart in thuisland het Verenigd Koninkrijk en betekende een internationale doorbraak. De plaat werd in het voorjaar van 1985 ook wereldwijd een hit.
In Nederland was de plaat op maandag 11 maart 1985 de 262e AVRO's Radio en TV-Tip op Hilversum 3 en werd een enorme hit in de destijds drie landelijke hitlijsten op de nationale publieke popzender. De plaat bereikte de 6e positie in de Nederlandse Top 40 en de 4e positie in zowel de Nationale Hitparade als de TROS Top 50. In de Europese hitlijst op Hilversum 3, de TROS Europarade, bereikte de plaat de 2e positie.
In België bereikte de single de 3e positie in zowel de voorloper van de Vlaamse Ultratop 50 als de Vlaamse Radio 2 Top 30. Ook in de voorloper van de Waalse Ultratop 50 werd de 3e positie bereikt.
In de sinds december 1999 jaarlijks uitgezonden NPO Radio 2 Top 2000 van de Nederlandse publieke radiozender NPO Radio 2 stond de plaat uitsluitend in 2000 en 2002 in de lijst der lijsten genoteerd, met als hoogste notering een 1238e positie in 2000.

## Hitnoteringen

### Nederlandse Top 40[1]
| Hitnotering: 23-03-1985 t/m 18-05-1985 | Hitnotering: 23-03-1985 t/m 18-05-1985 | Hitnotering: 23-03-1985 t/m 18-05-1985 | Hitnotering: 23-03-1985 t/m 18-05-1985 | Hitnotering: 23-03-1985 t/m 18-05-1985 | Hitnotering: 23-03-1985 t/m 18-05-1985 | Hitnotering: 23-03-1985 t/m 18-05-1985 | Hitnotering: 23-03-1985 t/m 18-05-1985 | Hitnotering: 23-03-1985 t/m 18-05-1985 | Hitnotering: 23-03-1985 t/m 18-05-1985 | Hitnotering: 23-03-1985 t/m 18-05-1985 | Hitnotering: 23-03-1985 t/m 18-05-1985 | Hitnotering: 23-03-1985 t/m 18-05-1985 | Hitnotering: 23-03-1985 t/m 18-05-1985 |
| Week:                                  | 1                                      | 2                                      | 3                                      | 4                                      | 5                                      | 6                                      | 7                                      | 8                                      | 9                                      | 10                                     | 11                                     | 12                                     | 13                                     |
| -------------------------------------- | -------------------------------------- | -------------------------------------- | -------------------------------------- | -------------------------------------- | -------------------------------------- | -------------------------------------- | -------------------------------------- | -------------------------------------- | -------------------------------------- | -------------------------------------- | -------------------------------------- | -------------------------------------- | -------------------------------------- |
| Positie:                               | 25                                     | 14                                     | 11                                     | 9                                      | 6                                      | 6                                      | 7                                      | 9                                      | 19                                     | uit                                    |                                        |                                        |                                        |

### Nationale Hitparade
Hitnotering: 23-03-1985 t/m 18-05-1985. Hoogste notering: nr. 4 (1 week).

### TROS Top 50
Hitnotering: 14-03-1985 t/m 23-05-1985. Hoogste notering: nr. 4 (1 week).

### TROS Europarade
Hitnotering: 04-03-1985 t/m 25-07-1985. Hoogste notering: nr. 2 (1 week).

### Vlaamse Ultratop 50
| Hitnotering: 23-03-1985 t/m 25-5-1985 | Hitnotering: 23-03-1985 t/m 25-5-1985 | Hitnotering: 23-03-1985 t/m 25-5-1985 | Hitnotering: 23-03-1985 t/m 25-5-1985 | Hitnotering: 23-03-1985 t/m 25-5-1985 | Hitnotering: 23-03-1985 t/m 25-5-1985 | Hitnotering: 23-03-1985 t/m 25-5-1985 | Hitnotering: 23-03-1985 t/m 25-5-1985 | Hitnotering: 23-03-1985 t/m 25-5-1985 | Hitnotering: 23-03-1985 t/m 25-5-1985 | Hitnotering: 23-03-1985 t/m 25-5-1985 | Hitnotering: 23-03-1985 t/m 25-5-1985 | Hitnotering: 23-03-1985 t/m 25-5-1985 | Hitnotering: 23-03-1985 t/m 25-5-1985 |
| Week:                                 | 1                                     | 2                                     | 3                                     | 4                                     | 5                                     | 6                                     | 7                                     | 8                                     | 9                                     | 10                                    | 11                                    | 12                                    | 13                                    |
| ------------------------------------- | ------------------------------------- | ------------------------------------- | ------------------------------------- | ------------------------------------- | ------------------------------------- | ------------------------------------- | ------------------------------------- | ------------------------------------- | ------------------------------------- | ------------------------------------- | ------------------------------------- | ------------------------------------- | ------------------------------------- |
| Positie:                              | 40                                    | 14                                    | 7                                     | 3                                     | 4                                     | 4                                     | 4                                     | 6                                     | 6                                     | 20                                    | uit                                   |                                       |                                       |

### NPO Radio 2 Top 2000
| Nummer met noteringen in de NPO Radio 2 Top 2000 | '00  | '01 | '02  |
| ------------------------------------------------ | ---- | --- | ---- |
| You Spin Me Round (Like a Record)                | 1238 | -   | 1549 |

1. ↑  Een '-' betekent dat het nummer niet was genoteerd en een vetgedrukt getal geeft de hoogste notering aan.
2. ↑  2000 was het eerste jaar met een notering voor dit nummer.
3. ↑  Deze tabel is bijgewerkt tot en met de laatste editie (2024).